# Спасение (Секретные материалы)
«Спасение» (англ. «Salvage») — 9-й эпизод 8-го сезона сериала «Секретные материалы». Премьера состоялась 14 января 2001 года на телеканале FOX. Эпизод принадлежит к типу «монстр недели» и никак не связан с основной «мифологией сериала», заданной в первой серии.
Режиссёр — Род Харди, автор сценария — Джеффри Белл, приглашённые звёзды — Уэйд Уильямс, Дэн Десмонд, Арье Гросс, Скотт Макдональд, Тамара Клаттербак, Кеннет Месеролл, Дженнифер Парсонс.
В США серия получила рейтинг домохозяйств Нильсена, равный 7,1, который означает, что в день выхода серию посмотрели 11,7 миллионов человек.
Главные герои серии — Дана Скалли (Джиллиан Андерсон) и её новый напарник Джон Доггетт (Роберт Патрик), агенты ФБР, расследующие сложно поддающиеся научному объяснению преступления, называемые «Секретными материалами».
Исходя из сюжета серии, название можно перевести как «Автосвалка», «Свалка металлолома» — имеется в виду salvage yard.

## Сюжет
В этом эпизоде Скалли и Доггетт встречают недавно умершего человека, который оказывается живым, только кое-что в нем поменялось. Теперь он частично состоит из металла и убивает всех, кто, как он считает, виновен в его состоянии.